# Teorema d'estructura dels mòduls finitament generats sobre un domini d'ideals principals
En matemàtiques, en l'àmbit de l'àlgebra abstracta, el teorema d'estructura dels mòduls finitament generats sobre un domini d'ideals principals és una generalització del teorema fonamental dels grups abelians finitament generats i, expressat d'una manera informal, estableix que els mòduls finitament generats es poden descompondre unívocament, de forma similar a la factorització en nombres primers dels enters. Aquest resultat proporciona un marc de treball senzill per entendre diversos enunciats sobre formes canòniques per matrius quadrades definides sobre un cos.

## Enunciat
Quan un espai vectorial sobre un cos F té un conjunt finit que el genera, hom pot extreure'n una base formada per un nombre finit n de vectors, i l'espai és llavors isomorf a Fn. Un enunciat anàleg on generalitzem F a un domini d'ideals principals R no és sempre cert, perquè un mòdul finitament generat no té per què tenir una base. Això no obstant, aquest mòdul encara és isomorf a un quocient d'algun mòdul Rn amb n finit (per veure això, és suficient construir el morfisme que envia els elements de la base canònica Rn als generadors del mòdul, i prendre el quocient pel seu nucli.) Si s'escull convenientment el conjunt generador, hom pot de fet descriure el mòdul com el quocient d'algun Rn per un submòdul particularment simple, i aquest és el teorema d'estructura.
El teorema d'estructura per mòduls finitament generats sobre un domini d'ideals principals acostuma a presentar-se de les següents dues formes.

### Descomposició en factors invariants
Tot mòdul finitament generat M sobre un domini d'ideals principals R és isomorf a un únic mòdul de la forma
{\displaystyle \bigoplus _{i}R/(d_{i})=R/(d_{1})\oplus R/(d_{2})\oplus \cdots \oplus R/(d_{n})}
on {\displaystyle (d_{i})\neq R} i {\displaystyle d_{i}\vert d_{i+1}}. L'ordre dels ideals no-nuls {\displaystyle (d_{i})\neq R} és invariant, i el nombre dels ideals {\displaystyle (d_{i})=0} és invariant.
Els elements {\displaystyle d_{i}} no-nuls, juntament amb el nombre de {\displaystyle d_{i}} que són nuls, formen un conjunt complet d'invariants pel mòdul. De forma més explícita, això vol dir que dos mòduls qualssevol que comparteixin el mateix conjunt d'invariant són necessàriament isomorfs. Els mateixos quocients {\displaystyle R/(d_{i})} són els factors invariants de M.
Els ideals {\displaystyle (d_{i})} són únics. En termes dels elements {\displaystyle d_{i}}, això significa que els elements {\displaystyle d_{i}} són únics llevat de multiplicació per una unitat.
La part lliure de la descomposició correspon als factors {\displaystyle d_{i}=0}.
De vegades, alguns autors prefereixen escriure la part lliure de manera separada:
{\displaystyle R^{f}\oplus \bigoplus _{i}R/(d_{i})=R^{f}\oplus R/(d_{1})\oplus R/(d_{2})\oplus \cdots \oplus R/(d_{n-f})}
on els elements {\displaystyle d_{i}} visibles són no-nuls, i f és el nombre d'elements {\displaystyle d_{i}} que són nuls.

### Descomposició primària
Tot mòdul finitament generat M sobre un domini d'ideals principals R és isomorf a un mòdul de la forma
{\displaystyle \bigoplus _{i}R/(q_{i})}
on {\displaystyle (q_{i})\neq R} i els {\displaystyle (q_{i})} són ideals primaris. Els {\displaystyle q_{i}} són únics (llevat de multiplicació per unitats).
Els elements {\displaystyle q_{i}} s'anomenen divisors elementals de M. En un DIP, els ideals primaris són potències de primers i, per tant, {\displaystyle (q_{i})=(p_{i}^{r_{i}})=(p_{i})^{r_{i}}}.
Els termes {\displaystyle R/(q_{i})} són no descomponibles, així que la descomposició primària és una descomposició en mòduls no descomponibles; per tant, qualsevol mòdul finitament generat sobre un DIP és un mòdul completament descomponible. Com que els DIP són anells noetherians, això es pot interpretar com una aplicació del teorema de Lasker–Noether.
Com abans és possible escriure la part lliure (on {\displaystyle q_{i}=0}) de manera separada, i expressar així M com:
{\displaystyle R^{f}\oplus (\bigoplus _{i}R/(q_{i}))}
on els {\displaystyle q_{i}} visibles són no-nuls.

## Demostracions
Un esquema de demostració és el següent:
- Tot mòdul finitament generat sobre un DIP és també finitament presentat, perquè un DIP és noetherià, una condició més forta que la coherència.
- Donada una presentació, que és una aplicació {\displaystyle R^{r}\to R^{g}} (que estableix una relació amb els generadors), i l'escrivim en forma normal de Smith, això ens proporciona la descomposició en factors invariants, i les entrades de la diagonal de la forma normal de Smith són els factors invariants.

Un altre esquema de demostració:
- Denotem per tM el submòdul de torsió de M. Llamors M/tM és un mòdul lliure de torsió finitament generat. Com que és un submòdul sobre un DIP commutatiu, llavors és un mòdul lliure de rang finit. Així doncs, és isomorf a {\displaystyle R^{n}} per algun enter positiu n. Aquest mòdul lliure pot submergir-se en un submòdul F de M, tal que la immersió descompon (és una inversa per la dreta de) l'aplicació de projecció; només cal aixecar cadascun dels generadors de F a M. Com a conseqüència {\displaystyle M=tM\oplus F}.
- Per un p primer a R, podem parlar de {\displaystyle N_{p}=\{m\in tM\mid \exists i,mp^{i}=0\}}. Aquest és un submòdul de tM, i resulta que cada Np és suma directa de mòduls cíclics, i que tM és suma directa de Np per un nombre finit de diferents primers p.
- Combinant els dos passos anteriors, M es pot descompondre en mòduls cíclics dels tipus indicats.

## Corol·laris
Aquest teorema inclou la classificació d'espais vectorials de dimensió finita, on {\displaystyle R=K}. Com que els cossos no tenen ideals no-trivials, tot espai vectorial finitament generat és lliure.
Si prenem {\displaystyle R=\mathbb {Z} } obtenim el teorema fonamental dels grups abelians finitament generats.
Sigui ara T un operador lineal en un espai vectorial de dimensió finita V sobre K. Prenent {\displaystyle R=K[T]}, l'àlgebra de polinomis a coeficients en K avaluats a T, obtenim informació sobre l'estructura de T. Hom pot visualitzar V com un mòdul finitament generat sobre {\displaystyle K[T]}. L'últim factor invariant és el polinomi minimal, i el producte de factors invariants és el polinomi característic. Si combinem aquestes observacions amb diferents formes matricials per {\displaystyle K[T]/p(T)}, obtenim diverses formes canòniques:
- factors invariants + matriu acompanyant resulta en la forma normal de Frobenius (també coneguda com a forma canònica racional)
- descomposició primària + matriu acompanyant resulta en la forma canònica racional primària
- descomposició primària + blocs de Jordan resulta en la forma canònica de Jordan (però només sobre un cos algebraicament tancat)

## Unicitat
Mentre que els invariants (rang, factors invariants i divisors elementals) són únics, l'isomorfisme entre M i la seva forma canònica no ho és pas, i ni tan sols preserva la descomposició en suma directa. Això és així perquè existeixen automorfismes no-trivials que no preserven els sumands.
Això no obstant, hom té un submòdul de torsió canònic T, i submòduls canònics similars corresponents a cada factor invariant (diferent), que ens dona una seqüència canònica:
{\displaystyle 0<\cdots <T<M.}
Compareu-la amb les sèries de composició del teorema de Jordan-Hölder.
Per exemple, si {\displaystyle M\approx \mathbb {Z} \oplus \mathbb {Z} /2} i {\displaystyle (1,0),(0,1)} n'és una base, llavors {\displaystyle (1,1),(0,1)} és una altra base, i la matriu de canvi de base {\displaystyle {\begin{bmatrix}1&1\\0&1\end{bmatrix}}} no preserva el sumand {\displaystyle \mathbb {Z} }. Tot i això, sí que preserva el sumand {\displaystyle \mathbb {Z} /2}, perquè aquest és el submòdul de torsió.

## Generalitzacions

### Grups
El teorema de Jordan-Hölder és un resultat més general per grups finits (o per mòduls sobre un anell arbitrari). En aquest cas, hom obté una sèrie de composició, en comptes d'una suma directa.
El teorema de Krull–Schmidt i d'altres resultats relacionats proporcionen condicions sota les quals un mòdul té quelcom semblant a una descomposició primària, una descomposició com a suma directe de mòduls no descomponibles, en la qual els sumands són únics llevat de l'ordre.

### Descomposició primària
La descomposició primària es generalitza a mòduls finitament generats sobre anells noetherians commutatius, i hom coneix aquest resultat com a teorema de Lasker–Noether.

### Mòduls no descomponibles
En canvi, el concepte de descomposició única en submòduls no descomponibles no té una generalització, i tot per causa del concepte de grup de classes d'ideals, que no té sentit per DIP.
Per anells que no són dominis d'ideals principals, pot no existir una descomposició única ni tan sols per mòduls sobre un anell generat per dos elements. Per exemple, per l'anell {\displaystyle R=\mathbb {Z} [{\sqrt {-5}}]}, tant el mòdul R com el submòdul M generats pels elements {\displaystyle \{2,\,1\!+\!{\sqrt {-5}}\}} són no-descomponibles. Mentre que R no és isomorf a M, {\displaystyle R\oplus R} és isomorf a {\displaystyle M\oplus M} i, per tant, les imatges dels sumands de M donen submòduls no-descomponibles {\displaystyle L_{1},L_{2}<R\oplus R} que proporcionen una descomposició diferent de {\displaystyle R\oplus R}. La manca de factorització única a {\displaystyle R\oplus R} en suma directa de mòduls no descomponibles està directament relacionada (via el grup de classes d'ideals) a la manca de factorització única d'elements de R en elements irreductibles de R.

### Mòduls generats de forma no-finita
De la mateixa manera, hom no pot esperar una descomposició tan simple per mòduls que no són finitament generats: fins i tot el nombre de factors pot variar. Existeixen ℤ-mòduls de ℚ4 que són alhora suma directa de dos mòduls no-descomponibles i de tres mòduls no-descomponibles, mostrant així l'anàleg a què la descomposició primària no és possible per mòduls infinitament generats, encara que sigui sobre els enters, ℤ.
Un altre problema que sorgeix amb els mòduls infinitament generats és que existeixen mòduls lliures de torsió que no són lliures. Per exemple, considerem l'anell ℤ dels nombres enters. Un exemple clàssic de mòdul lliure de torsió que no és lliure és el grup de Baer–Specker, el grup de totes les seqüències d'enters amb la suma terme-a-terme. En general, la pregunta de quins grups abelians infinitament generats lliures de torsió són lliures depèn de quins grans cardinals hi ha. Una conseqüència d'això és que tot teorema d'estructura per mòduls infinitament generats depèn de l'elecció dels axiomes de la teoria de conjunts i, per tant, pot ser no vàlid per una elecció diferent.